# Richard Meredith
Richard Otis "Dick" Meredith, född 22 december 1932 i South Bend, Indiana, död 6 februari 2025, var en amerikansk ishockeyspelare.
Meredith blev olympisk guldmedaljör i ishockey vid vinterspelen 1960 i Squaw Valley.